# 브렌다 송
브렌다 송(Brenda Song, 1988년 3월 27일 ~ )은 미국의 배우, 대변인, 모델이다. 몽족 출신으로 캘리포니아주 새크라멘토에서 태어났다.
아역 광고 모델로 데뷔해 월트 디즈니 회사의 영화에 주로 출연해 주목받는 10대 배우로 성장하였다. 2004년에는 머라이어 캐리의 성공을 이끈 과거 소니 레코드 사의 대표 토미 모톨라의 지휘 아래 음반을 발표하기도 했다. 브렌다 송은 14살의 나이로 태권도 검은띠를 땄다.

## 출연 작품
- 브리트니의 일상탈출
- 시크릿 옵세션 - 제니퍼 윌리엄스 역
- 신비한 개구리 나라 앰피비아 - 앤 분초이 역